# Camila Rebelo
Camila Rodrigues Rebelo (* 3. Februar 2003 in Coimbra) ist eine portugiesische Schwimmerin. Sie gewann 2022 zwei Goldmedaillen bei den Mittelmeerspielen und wurde 2024 Europameisterin.

## Sportliche Karriere
Camila Rebelo gewann im Dezember 2019 bei den portugiesischen Kurzbahnmeisterschaften die Titel über 50 Meter, 100 Meter und 200 Meter Rücken. 2021 erschwamm sie den Titel über 200 Meter Rücken sowohl auf der Kurzbahn als auch auf der Langbahn. Bei den Langbahnmeisterschaften 2022 siegte sie über 100 und über 200 Meter Rücken. Anfang Juli bei den Mittelmeerspielen 2022 in Oran gewann Rebelo sowohl über 100 Meter Rücken als auch über 200 Meter Rücken. Mit der 4-mal-100-Meter-Lagenstaffel belegte sie den vierten Platz mit 0,26 Sekunden Rückstand auf die drittplatzierten Türkinnen. Einen Monat später bei den Europameisterschaften in Rom wurde Rebelo Fünfte über 200 Meter Rücken. Im Halbfinale über 100 Meter Rücken fehlten ihr als Neunter 0,29 Sekunden für den Finaleinzug.
Im Juli 2023 bei den Weltmeisterschaften in Fukuoka schied sie als 15. im Halbfinale über 200 Meter Rücken aus. In der Woche darauf wurden die Summer World University Games 2021 in Chengdu nachgeholt, die wegen der COVID-19-Pandemie mehrfach verschoben worden waren. Rebelo gewann sowohl über 100 Meter Rücken als auch über 200 Meter Rücken die Silbermedaille, über 50 Meter Rücken wurde sie Achte. Im Dezember 2023 fanden im rumänischen Otopeni die Kurzbahneuropameisterschaften 2023 statt. Rebelo wurde Fünfte über 200 Meter Rücken und Siebte über 100 Meter Rücken. Im Februar 2024 bei den Weltmeisterschaften in Doha erreichte Rebelo nur über 100 Meter Rücken das Halbfinale. Als Zehnte schlug sie 0,23 Sekunden nach der Achtplatzierten an. Bei den Europameisterschaften in Belgrad im Juni 2024 erreichte Rebelo das Finale über 200 Meter Rücken mit der fünftschnellsten Zeit der Halbfinalläufe. Im Finale schwamm sie fast zwei Sekunden schneller als im Halbfinale und siegte mit 0,07 Sekunden Vorsprung vor der Ungarin Dóra Molnár. Bei den Olympischen Spielen in Paris schied Rebelo über 200 Meter Rücken als 19. der Vorläufe aus.